# La Perrière, Orne
La Perrière är en kommun i departementet Orne i regionen Normandie i nordvästra Frankrike. Kommunen ligger i kantonen Pervenchères som tillhör arrondissementet Mortagne-au-Perche. År 2018 hade La Perrière 232 invånare.

## Befolkningsutveckling
Antalet invånare i kommunen La Perrière
| Referens: INSEE |